# Podgruň (Moravskoslezské Beskydy)
Podgruň (710 m n. m.)  je vrchol v Moravskoslezských Beskydech, nacházející se v katastru obce Třinec v části Guty. Nelze zaměňovat s přírodní památkou Podgruň poblíž obce Staré Hamry v okrese Frýdek-Místek. 

## Turistika
Na vrchol nevede žádná turistická stezka, je ale přístupný několika lesními cestami. Lokalita není navštěvována davy turistů a zachovala si svůj přirozený půvab.